# アーザムガル

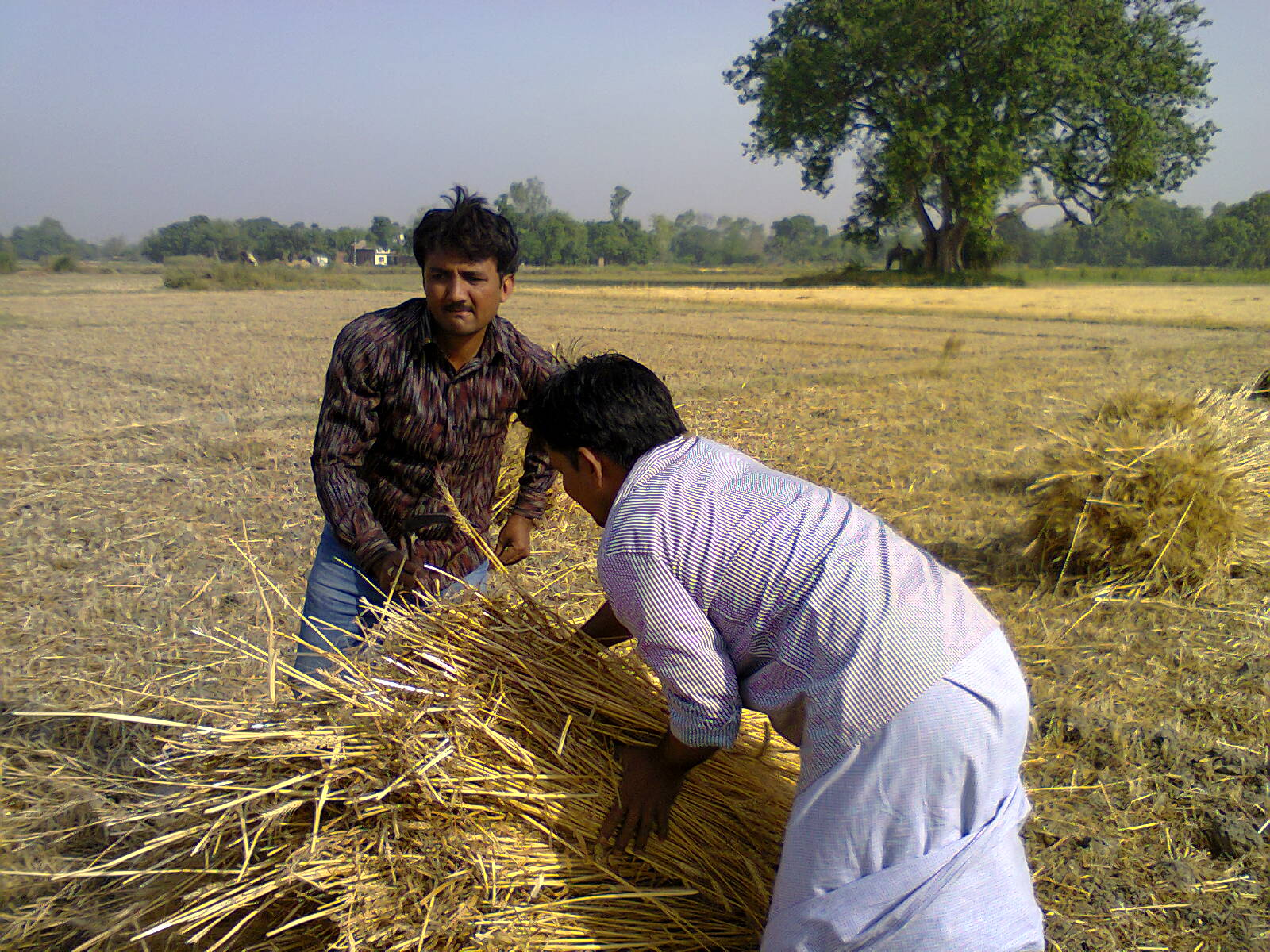
アーザムガルの農夫。小麦を脱穀機にかけている。

アーザムガル（英語：Azamgarh）は、北インドのウッタル・プラデーシュ州、アーザムガル県の都市。この都市は3方を川で囲まれているため、しばしば洪水の被害を被ったという。

## 歴史
1665年、ラージプートのアーザム・ハーンによって建設された。
1801年、アワド太守のサアーダト・アリー・ハーン2世により、イギリスへと割譲された。